# El coronel no tiene quien le escriba (película)
El coronel no tiene quien le escriba es una película de 1999 dirigida por Arturo Ripstein. Fue adaptada por Paz Alicia Garciadiego de la novela homónima de Gabriel García Márquez. La película es una coproducción internacional entre México, Francia y España.

## Trama
Al Coronel le prometieron una pensión, que espera inútilmente desde hace muchos años. Viernes tras viernes, trajeadito y solemne, se para ante el muelle aguardando la carta que anuncie la concesión de su pensión. Todos en el pueblo saben que espera en vano. Lo sabe también su mujer, que cada viernes lo mira prepararse ante el espejo para recoger la carta que nunca llegará. Pero el Coronel prefiere cerrar los ojos ante la evidencia y se aferra a su sueño. Y es que, si no, ¿qué le queda?

## Reparto
- Fernando Luján como Topo
- Marisa Paredes como Ruiz
- Salma Hayek como Julia Lobarbo
- Rafael Inclán como padre Ángel
- Ernesto Yáñez como don Sabas
- Daniel Giménez Cacho como Nogales
- Esteban Soberanes como Germán
- Patricia Reyes Spíndola como Jacinta
- Odiseo Bichir como Dr. Pardo
- Julián Pastor como Lugones
- Eugenio Lobo como Álvaro

## Premios
La película fue presentada por la Academia Mexicana de Artes y Ciencias Cinematográficas como su candidata para el Óscar a la mejor película extranjera en 1999, pero no logró conseguir la nominación. La película también compitió en el Festival de Cannes de 1999.